# Segmento B
El segmento B es un segmento de automóviles que se ubica entre los segmentos A y C. Generalmente tienen espacio para cuatro adultos y un niño.
Mientras que dos décadas atrás los automóviles del segmento B medían unos 3,75 m de largo, actualmente estos vehículos rondan los 4,00 m en carrocería compacto (5 puertas), monovolumen o todoterreno, y 4,25 m en el caso de carrocerías sedán y familiar. Los motores son casi siempre de tres o cuatro cilindros y sus cilindradas suelen ser de entre 1.0 y 2.0 litros.
Según el tipo de automóvil, un automóvil puede estar en algún subsegmento. Un automóvil de turismo del segmento B se denomina «polivalente», «utilitario», «compacto pequeño» o «subcompacto»; un monovolumen de este tamaño es un «minimonovolumen», y un todoterreno del segmento se llama «minitodoterreno».
|                                         |
| Citroën C3, un compacto del segmento B. |

|                                             |
| Opel Meriva, un monovolumen del segmento B. |

|                                                                 |
| Peugeot 2008, un todoterreno que está incluido en el segmento B |